# Krusznik (jezioro)
Krusznik – jezioro w gminie Nowinka, w powiecie augustowskim, w woj. podlaskim.
Jezioro Krusznik położone jest na Pojezierzu Wschodniosuwalskim, w Wigierskim Parku Narodowym. Jezioro ma nieregularny, owalny kształt. Brzegi są dość wysokie, od południowego zachodu zakończone stromą skarpą. Od północy jezioro otoczone jest lasem, od południa – polami.
Jeziora połączone jest sztucznym przekopem z jeziorem Wigry, znajdującym się ok. 200 m na północ. Oba jeziora rozdziela półwysep Jurkowy Róg, porośnięty podmokłym olsem i borem bagiennym. Na południe od jeziora położona jest wieś Krusznik oraz trzy dystroficzne oczka wodne, tzw. suchary: Ślepe, Sucharek, Widne.